# Entamado

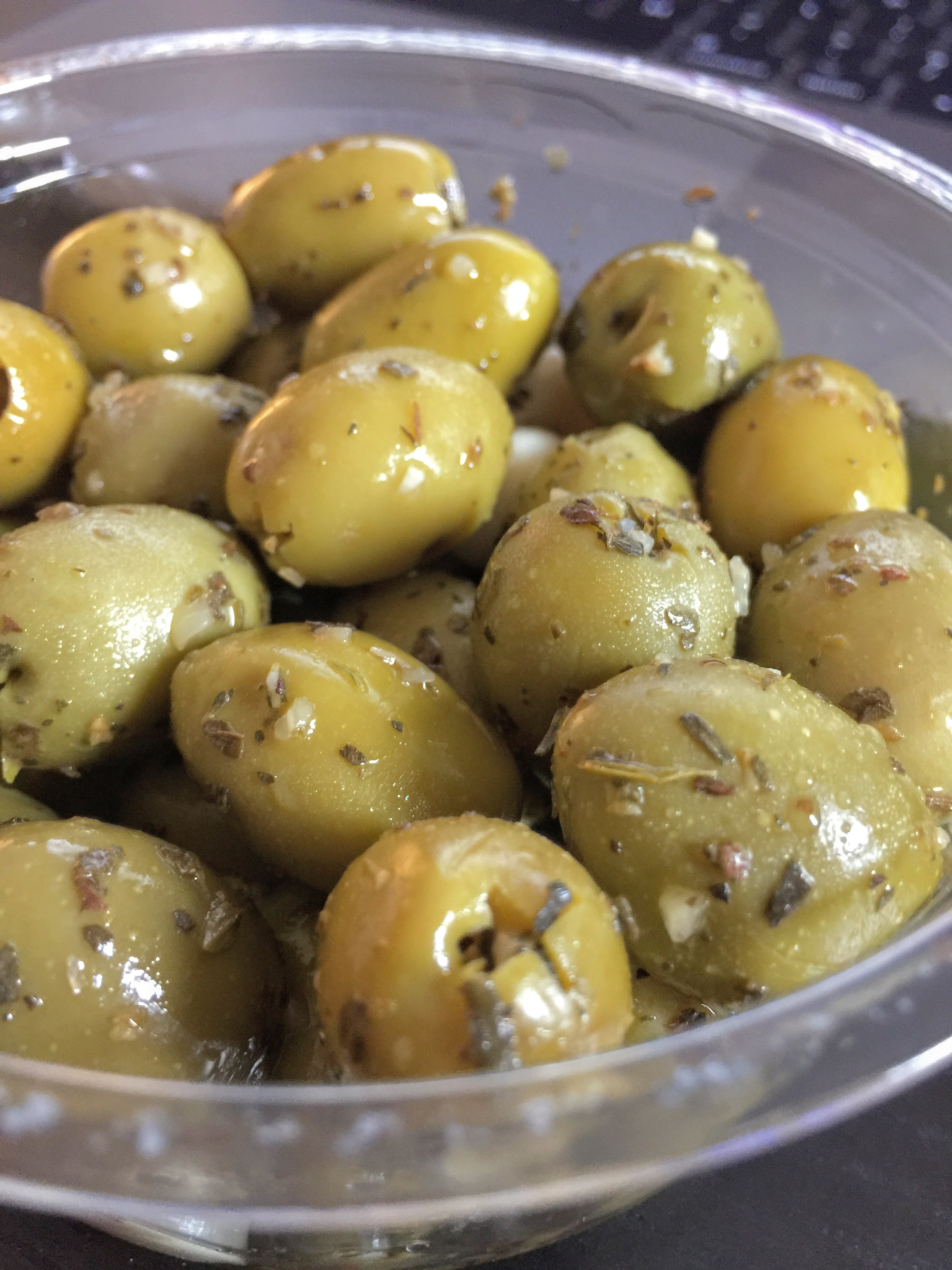
Aceitunas aderezadas

El entamado es el proceso de curación y fermentación de las aceitunas para eliminar su amargor natural. El método más habitual es el llamado español o a la sevillana, que se aplica principalmente a las aceitunas verdes y constituye el método por el que son producidas el 60% de las aceitunas de mesa de todo el mundo.

## Proceso español

### Cocido
El proceso de entamado más habitual comienza con el llamado "cocido" en el que las aceitunas que han sido clasificadas por tamaños se dan un baño de varias horas en una solución de NaOH al 1,5% - 4,5%.
En este proceso se produce la hidrólisis de las sustancias que dan el sabor amargo a la aceituna. Cuando la solución ha actuado en dos tercios del grosor del mesocarpio de la aceituna, se han de enjuagar repetidamente para retirar los restos de sosa.

### Fermentación
Se produce al sumergir las aceitunas durante varios meses en salmuera. Las bacterias naturales de la aceituna que sobreviven al proceso anterior a partir de los azúcares que contenía el fruto producen ácido láctico, un conservante natural que eliminar los microorganismos.

### Finalización
Acabado el proceso de entamado las aceitunas están listas para conservarse durante varios años.
A menudo pasan por otros procesos como el desrrabado, para quitarles los peciolos (rabos), el deshuesado o el cortado en rodajas.

## Otros tipos de preparación

### Maduración industrial
Sin fermentación. Aplicado a las aceitunas verdes y semimaduras, se introducen en lejía y se ponen en remojo. Al sacarlas, se lavan en agua inyectada con aire comprimido. Este proceso se repite varias veces hasta que tanto el oxígeno como la lejía han llegado al hueso. La exposición repetida y saturada al aire oxida la piel y la pulpa de la fruta, volviéndola negra en un proceso artificial que imita la maduración natural. Una vez completamente oxidadas o "ennegrecidas", se bañan en salmuera, se corrige su acidez y ya están listas para ser consumidas.

### En sal
Mínima fermentación. Típica de países árabes, las aceitunas negras totalmente maduras se lavan con fuerza y se curan en abundante sal para deshidratarlas resultando una textura similar a una uva pasa.